# .ms
.ms е интернет домейн от първо ниво за Монтсерат.
Microsoft използва домейна като абревиатура за проекти като www.popfly.ms.
Администрира се от MNI Networks Ltd.